# Ásványráró
Ásványráró (vyslovováno [ášváňráró], chorvatsky Rarovo) je obec v Maďarsku v župě Győr-Moson-Sopron, spadající pod okres Mosonmagyaróvár. Nachází se na Malém Žitném ostrově, asi 15 km severozápadně od Győru a 18 km jihovýchodně od Mosonmagyaróváru. V roce 2015 zde žilo 1 914 obyvatel. Dle údajů z roku 2011 zde žili 84,6 % Maďaři, 1,7 % Němci, 0,2 % Poláci a 0,2 % Rumuni.
Sousedními vesnicemi jsou Dunaszeg, Dunaszentpál, Hédervár, Kunsziget, Mecsér a Öttevény.